# 日産・NV400
NV400（エヌブイ400）は、日産自動車がヨーロッパで販売していたバン(ワゴン)/トラック。先代の日産・インタースターと同様に、ルノー・マスターのOEMである。

## 概要
NVシリーズのうち、ヨーロッパで販売しているLCV（Light Comercial Vehicle）である。NV400の「400」は車両総重量最大4tという意味。ヨーロッパでは最大クラスのLCVである。
2010年9月、ドイツ国際モーターショーで、日産インタースターの後継車として「NV400」が初公開された。2021年9月からは、再びインタースターの名称に戻された。
NV400には、運転席エアバッグ、ブレーキアシスト付きアンチロックブレーキシステム、電子制御ブレーキシステムが標準装備されている。
日本では初のEV（電気自動車）救急車として東京消防庁に配備されている。また、タカラトミーから販売されている自動車玩具、トミカで「No.44 日産 NV400 EV救急車」として2021年5月から2025年4月まで販売されていた。

### ボディタイプ
LCVの特性から、多様な仕様が存在する。基本的に、エンジンと前方の2名(または3名)座席を含むキャブ部分は共通である。販売されている仕様を、細かく分けると以下の通り。
- バン(ワゴン)
  - 前輪駆動パネルバン
  - 後輪駆動パネルバン
  - クルーバス
  - クルーバン
- トラック
  - 前輪駆動シャシシングルキャブ/ダブルキャブ
  - 後輪駆動シャシシングルキャブ/ダブルキャブ
  - プラットフォームキャブ
  - ボックスバン
  - ダンプカーシングルキャブ/ダブルキャブ
  - ドロップサイドシングルキャブ/ダブルキャブ

### ボディカラー
- アヴァランチェホワイト(ソリッド)
- ブレイズ(ソリッド)
- タンジェリン(ソリッド)
- シグナルブルー(ソリッド)
- シトラスイエロー(ソリッド)
- デルタブルー(ソリッド)
- シルバー(メタリック)
- ブルーグレー(メタリック)

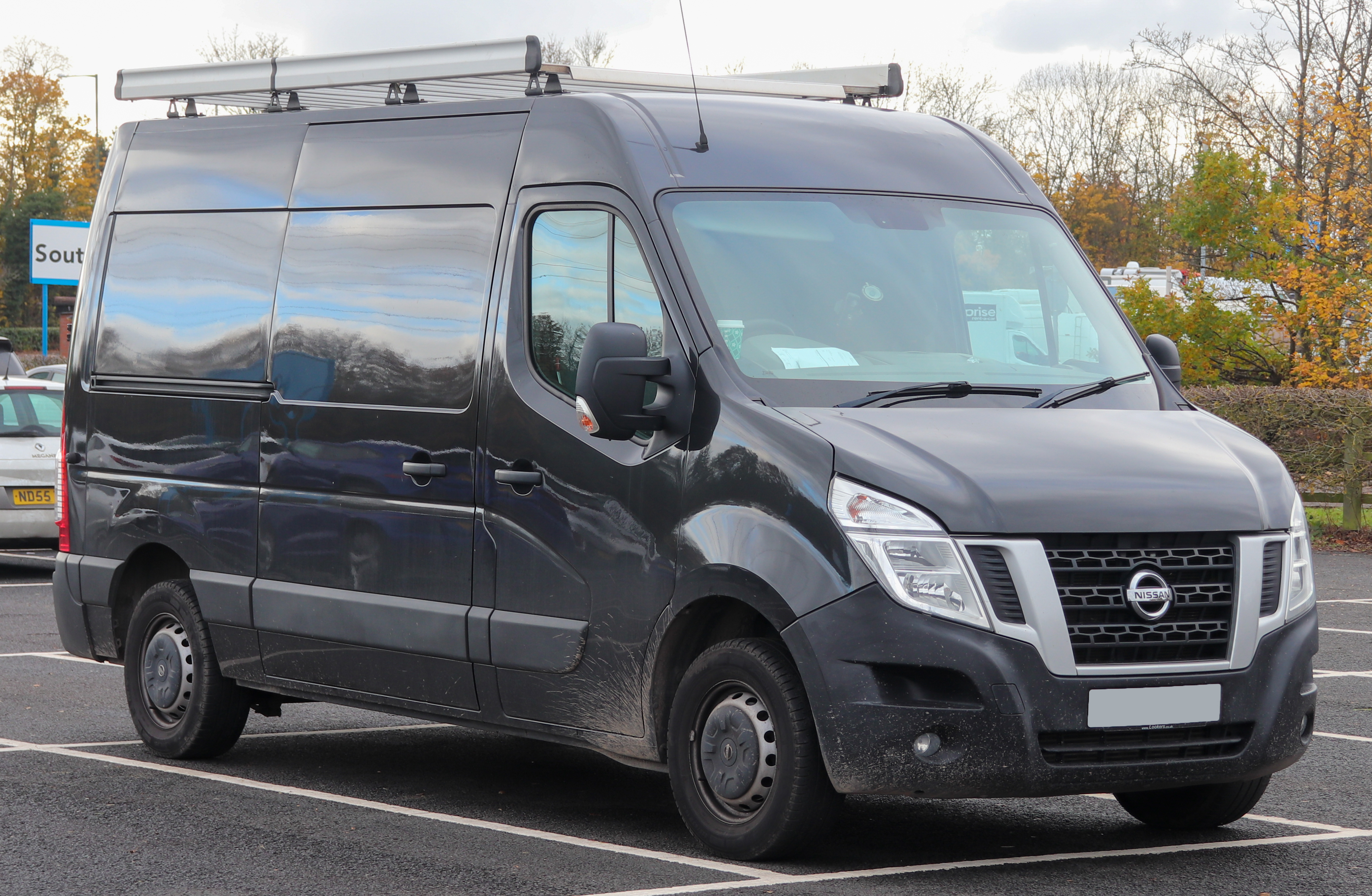
SE DCi 2.3（フロント）
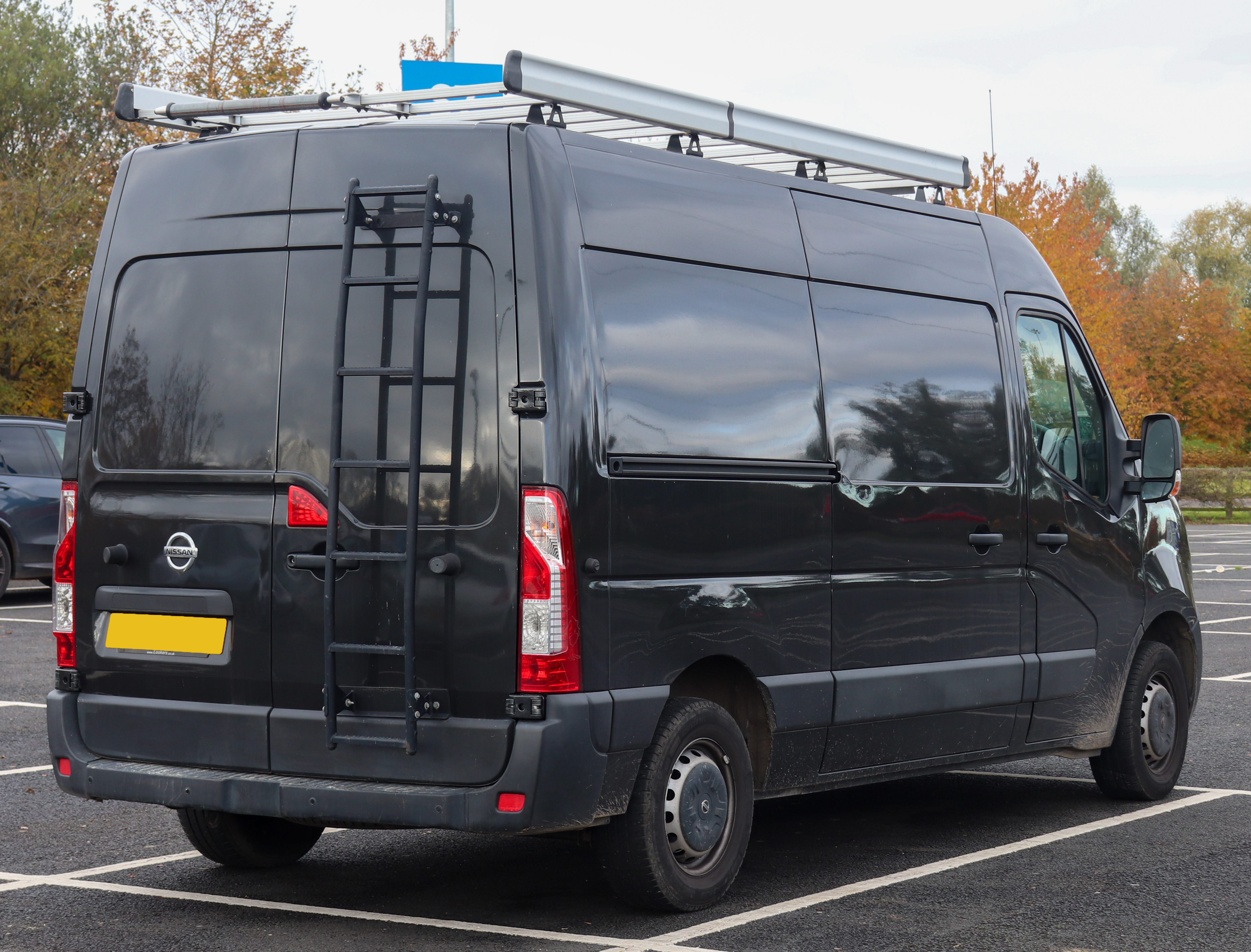
SE DCi 2.3（リア）
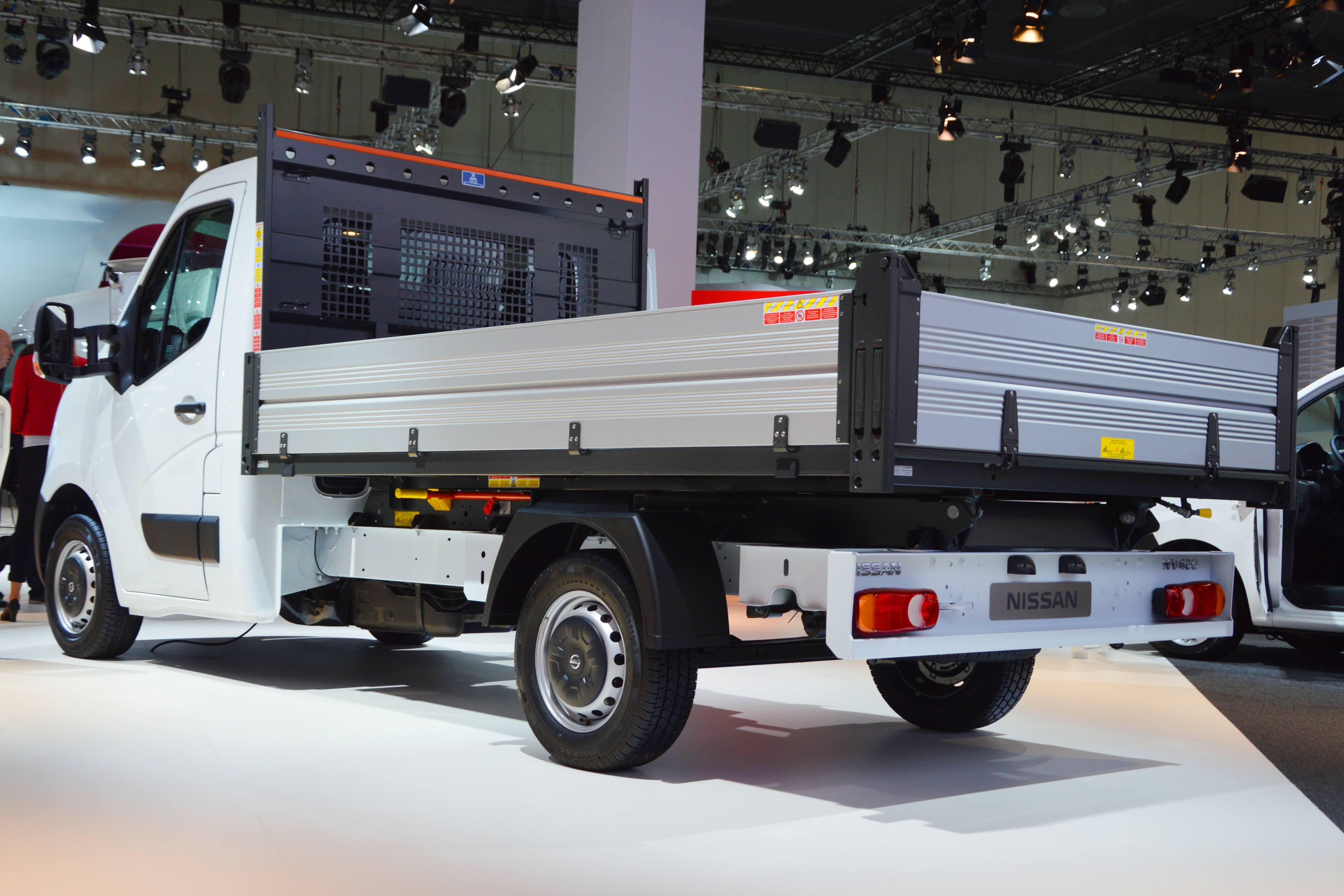
ダンプカーシングルキャブ
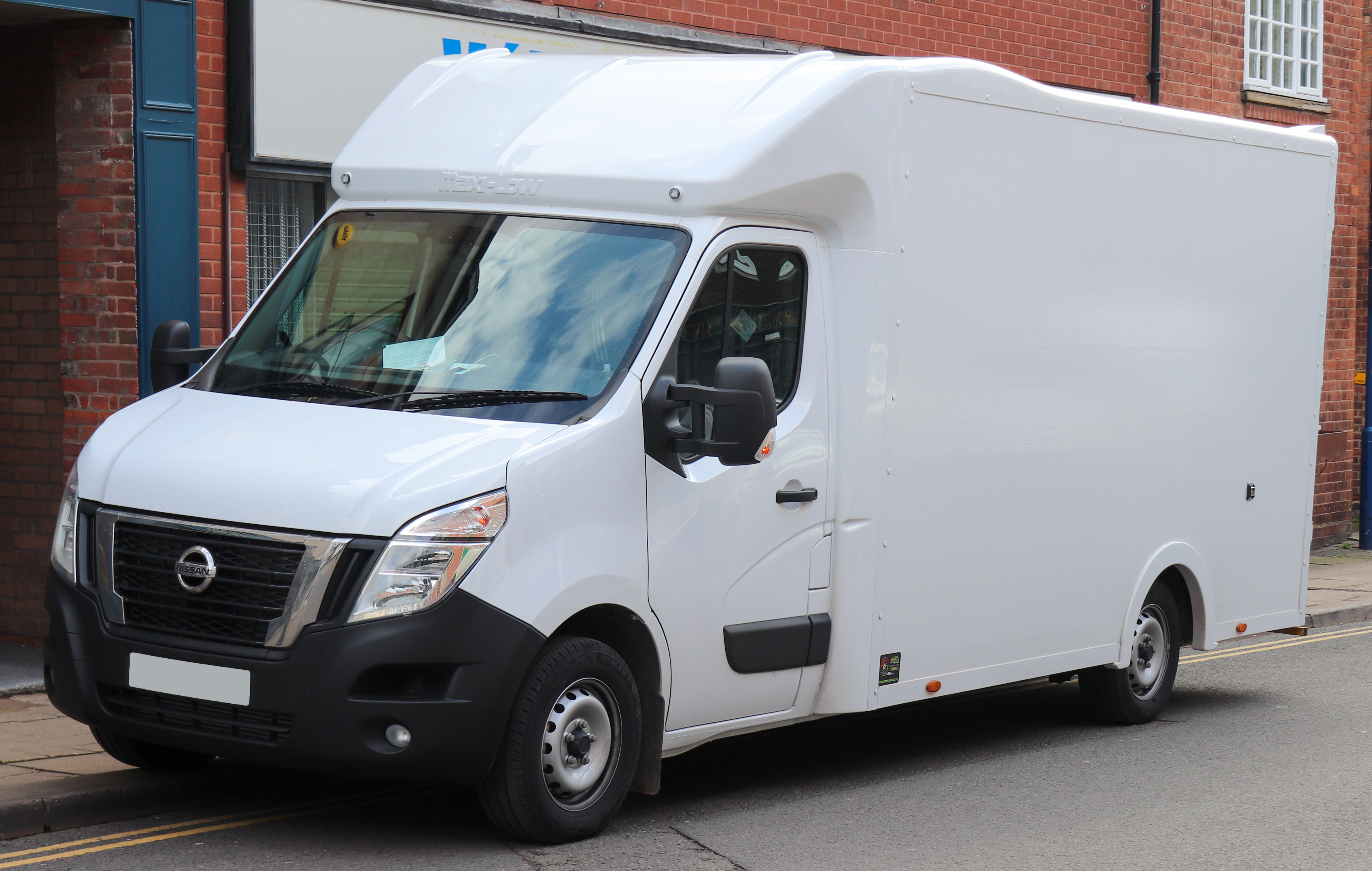
DCi Max-Low 2.3

## 寸法
サイズは用途に合わせて幅広く用意されており、仕様ごとに対応する全高と全長の組み合わせが異なる。
|         | 外装  | WB    | 内装  |
| L1      | 5,075 | 3,182 | 2,583 |
| L2      | 5,575 | 3,682 | 3,083 |
| L3(RWD) | 6,225 | 3,682 | 3,733 |
| L3(FWD) | 6,225 | 4,332 | 3,733 |
| L4      | 6,875 | 4,332 | 4,383 |

|    | 外装        | 内装        |
| H1 | 2,307       | 1,700       |
| H2 | 2,488-2,557 | 1,894 1,798 |
| H3 | 2,744-2,815 | 2,144 2,048 |

|    | L1  | L2   | L3   | L4   |
| H1 | 8   | N/A  | N/A  | N/A  |
| H2 | 9   | 10.8 | 13   | 14.9 |
| H3 | N/A | 12.3 | 14.8 | 17.0 |

## パワートレイン
| エンジン型式          | M9T(フランス・ルノー製) 直列4気筒ディーゼルエンジン 16バルブ | M9T(フランス・ルノー製) 直列4気筒ディーゼルエンジン 16バルブ | M9T(フランス・ルノー製) 直列4気筒ディーゼルエンジン 16バルブ | M9T(フランス・ルノー製) 直列4気筒ディーゼルエンジン 16バルブ | M9T(フランス・ルノー製) 直列4気筒ディーゼルエンジン 16バルブ | M9T(フランス・ルノー製) 直列4気筒ディーゼルエンジン 16バルブ |
| 排気量(cc)            | 2,299                                                        | 2,299                                                        | 2,299                                                        | 2,299                                                        | 2,299                                                        | 2,299                                                        |
| 内径x行程 (mm)x(mm)   | 85 x 101.3                                                   | 85 x 101.3                                                   | 85 x 101.3                                                   | 85 x 101.3                                                   | 85 x 101.3                                                   | 85 x 101.3                                                   |
| 吸気方式              | シングルターボ                                               | シングルターボ                                               | ツインターボ                                                 | シングルターボ (可変翼ターボ)                                | ツインターボ                                                 | シングルターボ                                               |
| 最高出力 (kW(PS)/rpm) | 81(110) / 3500                                               | 92(125) / 3500                                               | 100(135) / 3500                                              | 110(150) / 3500                                              | 120(165) / 3500                                              | 110(150) / 3500                                              |
| 最大トルク (N・m/rpm) | 285 / 1250–2000                                              | 310 / 1250–2500                                              | 340(350・RWD) / 1250–2500                                    | 350 / 1500–2750                                              | 360 / 1250–2000                                              | 350 / 1500–2750                                              |
| ギアボックス (標準)   | 6速マニュアルトランスミッション                              | 6速マニュアルトランスミッション                              | 6速マニュアルトランスミッション                              | 6速マニュアルトランスミッション                              | 6速マニュアルトランスミッション                              | 6速セミAT                                                    |